# Franjo Šeper

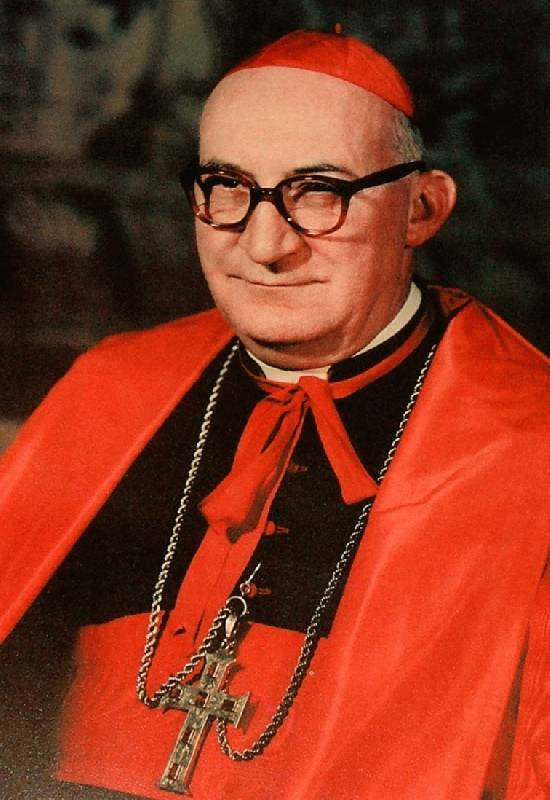
Franjo Kardinal Šeper

Wappen des Kardinal Šeper als Erzbischof von Zagreb

Franjo Kardinal Šeper, deutsch auch Franz Scheper (* 2. Oktober 1905 in Osijek; † 30. Dezember 1981 in Rom) war Erzbischof von Zagreb und ab 1969 ein Kurienkardinal der römisch-katholischen Kirche.

## Leben
Franjo Šeper studierte in Rom die Fächer Philosophie und Katholische Theologie. Er empfing am 26. Oktober 1930 zusammen mit Alojzije Stepinac, seinem Vorgänger im Amt des Erzbischofs von Zagreb, das Sakrament der Priesterweihe. Von 1930 bis 1934 arbeitete er als Seelsorger im Erzbistum Zagreb, von 1934 bis 1941 war er Offizial und persönlicher Sekretär des Erzbischofs von Zagreb. In den Jahren 1941 bis 1954 leitete er als Regens das Priesterseminar von Zagreb, von 1951 bis 1954 arbeitete er wiederum in der Gemeindepastoral.
1954 ernannte ihn Papst Pius XII. zum Titularerzbischof von Philippopolis in Thracia und zum Koadjutorerzbischof des Erzbistums Zagreb, dessen Leitung Franjo Šeper 1960 übernahm. Die Bischofsweihe spendete ihm am 21. September 1954 der Erzbischof von Belgrad, Josip Antun Ujčić. Mitkonsekratoren waren die Zagreber Weihbischöfe Franjo Salis-Seewis, Titularbischof von Corycus, und Josip Lach, Titularbischof von Dodona.
In den Jahren 1962 bis 1965 nahm er am Zweiten Vatikanischen Konzil teil. 1965 nahm ihn Papst Paul VI. als Kardinalpriester mit der Titelkirche Santi Pietro e Paolo a Via Ostiense in das Kardinalskollegium auf. Drei Jahre später ernannte er Franjo Šeper zum Präfekten der Glaubenskongregation. In seine Amtszeit fiel u. a. 1979 der Entzug der kirchlichen Lehrerlaubnis (Missio canonica) des Schweizer Theologen Hans Küng.  Franjo Šeper vertrat bei zahlreichen Anlässen in Italien und im Ausland den Papst.
Am 25. November 1981 trat Šeper von seinem Amt als Präfekt der Glaubenskongregation zurück und starb kurze Zeit später, am 30. Dezember 1981, in Rom. Er wurde in der Kathedrale von Zagreb beigesetzt.